# Аитапе
Аитапе (англ. Aitape) — город в северной части Папуа — Новой Гвинеи, в провинции Сандаун.

## География
Расположен на трассе, соединяющей Вевак и Ванимо, примерно посередине между этими двумя городами. Высота города над уровнем моря — 0 м.

## История
Айтапе был основан в 1905 году как немецкая миссионерская станция.

## Население
По данным на 2013 год численность населения города составляла 6931 человек.
Динамика численности населения города по годам:
| 1980  | 1990  | 2013  |
| ----- | ----- | ----- |
| 3 400 | 3 700 | 6 931 |